# 岩瀬弘行
岩瀬 弘行（いわせ ひろゆき、1974年2月13日 - ）は、テレビ岩手のアナウンサー。

## 略歴
埼玉県立浦和高等学校、慶應義塾大学文学部卒業後、1998年4月に入社。高校では野球部で、入社後も県内でクラブチームに入っていた。
2007年1月、盛岡商業高等学校が全国制覇した第85回全国高等学校サッカー選手権大会では、初戦から決勝まで実況、ベンチリポーター、スタンドリポーターのいずれかを担当した。
2010年、グルージャ盛岡の応援番組のパーソナリティを担当。ホームでの試合ではスタジアムDJやヒーローインタビューなども担当している。
2015年3月、『5きげんテレビ』の平井雅幸キャスターの降板に伴い、メインキャスターに就任。

## 担当番組

### 現在
- 5きげんテレビメインキャスター（月 - 木）
- スポーツ実況（サッカー担当）

### 過去
テレビ
- ジョガドール
- 愉快な日曜日
- ドキ土キ☆アミーGO!司会

ラジオ
- GRULLA クルージャ!・パーソナリティ（エフエム岩手、2010年4月 - 2010年12月）
- 行くJ!グルージャ・パーソナリティ（エフエム岩手、2011年5月 - 2013年12月）
- やるJ!グルージャ・パーソナリティ（エフエム岩手、2014年3月 - 2015年12月）